# Hubertus Tellenbach
Hubertus Tellenbach (Colonia, 15 marzo 1914 – Monaco di Baviera, 4 settembre 1994) è stato uno psichiatra tedesco.
Ha esplorato il concetto psichiatrico di endogeneità e di tipo melanconico, oltre al ruolo del padre nelle differenti società.

## Biografia
Tellenbach ha studiato medicina e filosofia dal 1933 al 1938 a Friburgo in Brisgovia, Königsberg, Kiel e Monaco, ottenendo un dottorato in entrambe le discipline. Determinante fu l'incontro con Heidegger a Friburgo. Durante la Seconda Guerra Mondiale prestò servizio come medico militare e venne catturato. Lavorò come neurologo a Monaco di Baviera, dove superò gli esami di abilitazione nel 1952. Nel 1956 si trasferì a Heidelberg, dove dal 1958 fu professore associato. Negli anni delle proteste studentesche guidò un gruppo di esperti di psichiatria e psicosomatica. Dal 1971 al 1979 è stato direttore del Dipartimento di Psicopatologia Clinica da lui fondato.

## Psichiatria e analisi dell'esistenza
Dopo la sua abilitazione, Tellenbach approfondì l'approccio psichiatrico e intensificò i propri rapporti con l'analisi dell'esistenza di Ludwig Binswanger, Victor-Emil von Gebsattel e Eugène Minkowski, e con la psicologia fenomenologica di Erwin Straus. Nel 1961 scrisse una monografia sulla malinconia dal titolo Melancholie. Problemgeschichte, Endogenität, Typologie, Pathogenese, Klinik, tradotta in diverse lingue. Qui descrisse il tipo melancholicus e la personalità depressiva come estremamente esigente verso se stessa e caratterizzata da un'acuta tendenza all'ordine. Secondo Tellenbach, uno sconvolgimento culturale può gettare questo genere di persone in uno stato depressivo.
Nel 1969 pubblicò uno studio sul gusto e l'atmosfera (Geschmack und Atmosphäre) dove contempera conoscenze mediche e sottili analisi storico-culturali. Interessato a indagare le cause psicologiche delle rivolte studentesche nel periodo sessantottino, istituisce un gruppo di lavoro per esaminare il ruolo del padre nei diversi contesti storico-sociali. I risultati di tali ricerche sono stati pubblicati in quattro volumi.

## Opere
- Aufgabe und Entwicklung im Menschenbild des jungen Nietzsche. Würzburg-Aumühle: Triltsch 1938.
- Melancholie. Zur Problemgeschichte, Typologie, Pathogenese und Klinik. Mit einem Geleitwort von V. E. von Gebsattel. Berlin, Göttingen, Heidelberg: Springer 1961. Untertitel der 2., erweiterten Auflage 1974: Problemgeschichte, Endogenität, Typologie, Pathogenese. In der 3. Auflage 1976 und der 4. Auflage 1983, die jeweils nochmals erweitert wurden: Problemgeschichte, Endogenität, Typologie, Pathogenese, Klinik. ISBN 3-540-11255-3.
- Hiob und das Problem der Selbstübersteigung. Einübung im Transzendieren als Prinzip einer psychotherapeutischen Melancholie-Prophylaxe. Stuttgart: Hippokrates 1963.
- Der Oralsinn als Ausdrucksfeld endogen-psychotischer Abwandlungen. In: Zentralblatt f. d. ges. Neurologie und Psychiatrie. 173/1963.
- Der Oralsinn und das Atmosphärische. In: Jahrbuch für Psychologie, Psychotherapie und medizinische Anthropologie. 12/1965.
- Geschmack und Atmosphäre. Medien menschlichen Elementarkontaktes. Salzburg: Otto Müller Verlag 1968.
- (Herausgeber:) Das Vaterbild in Mythos und Geschichte. Ägypten, Griechenland. Altes Testament, Neues Testament. Stuttgart u. a.: Kohlhammer 1976.
- (Herausgeber:) Das Vaterbild im Abendland. Stuttgart u. a.: Kohlhammer 1978. Bd. 1: Rom, Frühes Christentum, Mittelalter, Neuzeit, Gegenwart; Bd. 2: Literatur und Dichtung Europas.
- (Herausgeber:) Vaterbilder in Kulturen Asiens, Afrikas und Ozeaniens. Religionswissenschaft, Ethnologie. Stuttgart u. a.: Kohlhammer 1979.
- Psychiatrie als geistige Medizin, München: Verlag für angewandte Wissenschaft 1987, ISBN 3-922251-97-8.
- Schwermut, Wahn und Fallsucht in der abendländischen Dichtung, Hürtgenwald: Pressler, 1992, ISBN 3-87646-072-7.